# Николаевская церковь (Логойск)
Логойская Свято-Николаевская церковь — православный храм, расположенный в центральной части города Логойск на правом берегу реки Гайны. Построен в 1866 году, вмещает до 700 человек. На 2022 год настоятелем является отец Владимир Шейдак.
Здание храма построено из камня. Имеет форму прямоугольника с открытым куполом посередине и колокольней во фронтонной части.

## История
Первое упоминание о храме относится к 1653 году. Всего же за свою историю Свято-Николаевская церковь обновлялась четыре раза: в 1734, 1795, 1824 и 1866 годах.
В 1866 году храм возведён на месте древней Пречистенской церкви. В 1907 году в храм возвращена древняя икона Логойской Божьей Матери, считавшаяся утраченной.
В конце 1920 годов церковь была закрыта, в ней размещался склад зерна. В 1941 году храм был вновь открыт. В 1980-е годы стены храма были расписаны мастерами-иконописцами из Сергиева Посада.